# Stega Mała
Stega Mała est un village polonais de la voïvodie de Varmie-Mazurie, dans le powiat de Bartoszyce.

## Histoire

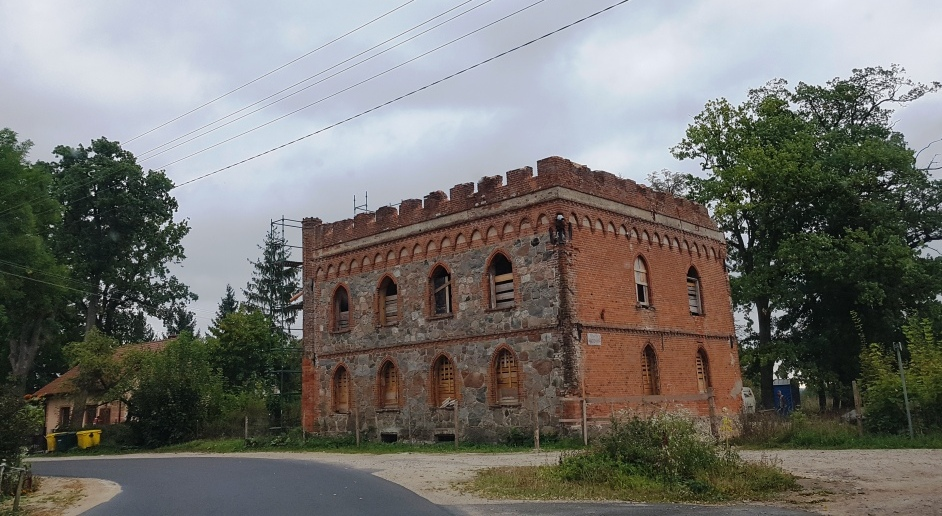
Stega Mała, 2018